# Recursos computacionales
Un recurso, o recursos del sistema, es cualquier componente físico o virtual de disponibilidad limitada en un sistema informático. Cada dispositivo conectado a un sistema informático es un recurso. Cada componente interno del sistema es un recurso. Los recursos virtuales del sistema incluyen ficheros,  Panel de control y áreas de memoria.
- Datos: Q771906